# Andrejs Krisons
Andrejs Krisons, né le 6 juin 1909 et mort le 19 août 1945, est un ancien joueur de basket-ball et de football letton. 

## Carrière
Avec l'équipe de Lettonie de basket-ball, il est sacré champion d'Europe en 1935.
Il joue un match avec l'équipe de Lettonie de football, le 19 août 1931, en amical contre la Finlande (défaite 4-0 à Helsinki).

## Palmarès
- Champion d'Europe de basket-ball en 1935